# Răzvan Șelariu
Răzvan Dorin Șelariu (né le 2 novembre 1983 à Reșița) est un gymnaste roumain.
Il est médaille de bronze aux Jeux olympiques de 2004 (concours général par équipes) et plusieurs fois médaillé aux Championnats d'Europe de gymnastique artistique.